# Leandro Vella
Leandro Vella (Córdoba, 9 novembre 1996) è un calciatore argentino, centrocampista del Círculo Dep. (O).

## Caratteristiche tecniche
È un esterno destro.

## Carriera
Cresciuto nel settore giovanile dell'Instituto (C), ha esordito in prima squadra il 31 gennaio 2016 disputando l'incontro di Primera B Nacional pareggiato 0-0 contro il Gimnasia (J).

## Statistiche
Statistiche aggiornate al 15 settembre 2019.

### Presenze e reti nei club
| Stagione         | Squadra               | Campionato       | Campionato | Campionato | Coppe nazionali | Coppe nazionali | Coppe nazionali | Coppe continentali | Coppe continentali | Coppe continentali | Altre coppe | Altre coppe | Altre coppe | Totale | Totale | Totale |
| Stagione         | Squadra               | Comp             | Pres       | Reti       | Comp            | Pres            | Reti            | Comp               | Pres               | Reti               | Comp        | Pres        | Reti        | Pres   | Reti   |        |
| ---------------- | --------------------- | ---------------- | ---------- | ---------- | --------------- | --------------- | --------------- | ------------------ | ------------------ | ------------------ | ----------- | ----------- | ----------- | ------ | ------ | ------ |
| 2016             | Instituto (C)         | PN               | 16         | 5          | CA              | 1               | 0               |                    | -                  | -                  |             | -           | -           | 17     | 5      |        |
| 2016-2017        | Instituto (C)         | PN               | 16         | 1          | CA              | 1               | 0               |                    | -                  | -                  |             | -           | -           | 17     | 1      |        |
| 2017-2018        | Central Córdoba (SdE) | TA               | 27         | 8          | CA              | 1               | 3               |                    | -                  | -                  |             | -           | -           | 28     | 11     |        |
| 2018-2019        | Instituto (C)         | PN               | 10         | 1          | CA              | 0               | 0               |                    | -                  | -                  |             | -           | -           | 10     | 1      |        |
| Totale Instituto | Totale Instituto      | Totale Instituto | 42         | 7          |                 | 2               | 0               |                    | -                  | -                  |             | -           | -           | 44     | 7      |        |
| 2019-2020        | Godoy Cruz            | PD               | 4          | 0          | CA              | 0               | 0               |                    | -                  | -                  |             | -           | -           | 4      | 0      |        |
| Totale carriera  | Totale carriera       | Totale carriera  | 73         | 15         |                 | 3               | 3               |                    | -                  | -                  |             | -           | -           | 76     | 18     |        |

## Palmarès

### Club
- Torneo Federal A: 1

Central Córdoba (SdE): 2017-2018